# Déry Sári
Déry Sári (Nyitra, 1911. szeptember 2. – Sátoraljaújhely, 1952. augusztus 26.), születési neve: Baas Klára Mária Sarolta, alternatív művészneve: Ördögh Sára/Sári, harmadik férje után gróf Almásy Miklósné, magyar színésznő. Bacsó Péter Te rongyos élet című filmjét az ő kitelepítése ihlette, bár nem az életét dolgozza fel valójában a film, hanem Bacsó Sziráky Lucy személyében kitalált szereplőt és történetet alkotott Déry Sári sorscsapása kapcsán.

## Élete
A pozsonyi színházban lépett fel először, 1938-ban költözött Budapestre, később Ördögh Sára néven működött Szegeden. 1940 és 1942 között a Fővárosi Operettszínház, 1941-ben a Városi és a Madách, 1942-ben az Új Magyar, 1943-ban a Márkus Parkszínházban, 1941-ben a Kamara Varietében, 1941–től 1943-ig a Royal Revü Varieté tagja. 1944–45-ben a miskolci társulathoz szerződött. 1945-ben a Pódium Kabaréban, 1946-ban a Belvárosi, 1947-ben a Medgyaszay, 1948-ban a Fővárosi Operett, 1950-ben a Vidám Színházban is fellépett; szerepet kapott 1947-ben a Royal Revü, 1948-ban a Kamara Varietében, 1950-ben a Népvarietében. 1951-ben kitelepítették, halálát vakbélgyulladás okozta. Számos filmben is szerepelt.

### Magánélete
Az 1945 utáni időszakban szeretői viszonyban volt Georgij Puskinnal, a Szovjetunió magyarországi nagykövetével, aki a Magyarországot felügyelő szovjet politikai vezetői garnitúra gyakorlatban legbefolyásosabb személye volt. Ennek köszönhetően, ha a Puskinék úgy ítélték meg, a magyar politikusokkal való bizonyos találkozóikra – más színésznőkkel együtt – őt is elhívták.

## Színpadi szerepei
- Vera (Eisemann Mihály: Fiatalság – bolondság)
- Kitty (Hegedűs T.: Kata, Kitty, Katinka)
- Európa (Gáspár Margit: Új Isten Thébában)
- Komédiáslány (Molière: Gömböc úr)
- Daisy (Szurov: Próza)

## Filmjei
- A varieté csillagai (1938)
- Semmelweis (1939)
- Vadrózsa (1939)
- Szervusz, Péter (1939)
- Mindenki mást szeret (1940)
- Szíriusz (1942)
- Éjjeli zene  (1943)
- Házassággal kezdődik (1943)
- Nászinduló (1943)
- Rákóczi nótája (1943)
- Egy pofon, egy csók (1944)
- A két Bajthay (1944)